# Représentation du Land de Sarre auprès du gouvernement fédéral
 (mai 2020).
La représentation du land de Sarre auprès du gouvernement fédéral se situe In der Ministergärten 4 à Berlin. Elle fait le lien entre le gouvernement régional et le Bundesrat et entretient des relations étroites avec le Bundestag et le gouvernement fédéral. Dans le cadre des relations entre la France et l'Allemagne, le département de la Moselle dispose d'une représentation dans ces locaux.

## Présidence
Depuis le 30 octobre 2019, le représentant du Land de Sarre auprès du gouvernement fédéral est Henrik Eitel. La première représentante à Berlin est la secrétaire d'État Monika Beck de 1999 à octobre 2005. Son successeur Jürgen Lennartz a servi jusqu'en octobre 2019.